# پی‌بک (۲۰۱۴)
پِی بک (به انگلیسی: Payback) یک رویداد غیر رایگان (Pay-Per-View) در کشتی حرفه‌ای است که توسط کمپانی دبلیو دبلیو ای تهیه می‌شود و این دورهٔ آن هم در ۱ ژوئن ۲۰۱۴ در مجموعه ورزشی اُل‌اِستِیت اِرینا در شهر رُزمُنت، ایالت ایلی‌نوی برگزار شد. این، دومین دوره از پی بک از زمان آغاز این PPV در سال ۲۰۱۳ بود.

## زمینه سازی
پی بک شامل مسابقاتی بین دشمنی‌های موجود، ماجراهای پیش آمده و استوری‌هایی خواهد بود که پیش از این در برنامه‌های راو یا اسمک داون پخش شده بود. کشتی‌گیرها با توجه به مسابقات یا سری اتفاقاتی که برایشان رخ می‌دهد و تنش را به حد اکثر می‌رساند، نقش منفی یا قهرمان به خود می‌گیرند.
گروه تحول بعد از باختن به گروه شیلد در اکستریم رولز، به دشمنی خود با این گروه ادامه دادند. در راو بعد از اکستریم رولز، دین امبروز مجبور به دفاع از کمربند ایالات متحده خود در برابر ۱۹ نفر دیگر در یک مسابقه بَتِل رویال شد که سرانجام آن را به شیمس باخت. گروه شیلد سپس در همان شب با خانواده وایت مسابقه دادند که درست زمانی که همه چیز بر وفق مراد آن‌ها بود ناگهان تحول با ورود خود حواس آن‌ها را پرت کردند تا بری وایت و خانواده‌اش پیروز مسابقه شوند. تحول سپس با انجام حرکت خود شیلد یعنی تریپل پاوربام بر روی رومن رینز، شیلد را تحقیر کردند. هفته بعد، گروه شیلد گروه تحول را به یک مسابقه مجدد در پی‌بک طلبیدند که آن‌ها هم پذیرفتند. این مسابقه از نوع نو هولدز بارد الیمینیشن(به انگلیسی: No Holds Barred Elimination match) خواهد بود.
خانواده وایت از رویال رامبل و الیمینیشن چمبر که باعث شدند جان سینا موفق به کسب قهرمانی نشود تاکنون، سعی بر از بین بردن میراث بر جا مانده از سینا کرده‌اند. مسابقات دیگری هم برگزار شد همچون رسلمانیا XXX که سینا بری وایت را شکست داد و اکستریم رولز که بری وایت با خروج از قفس فولادین برنده مسابقه شد. در راو ۱۲ می، بری وایت به صورت تلویحی، سینا را به یک مسابقه آخرین فرد باقی‌مانده در پی‌بک فراخواند. در اسمک‌داون ۱۶ می، سینا به این فراخوان وایت پاسخ مثبت داد.
در راو ۱۹ می، سه مسابقه نگه داشتن ساعت برگزار شد تا مبارزه‌کننده جدید شماره یک مقابل بَد نیوز بَرِت برای کمربند بین قاره‌ای در پی‌بک مشخص شود. مسابقات برگزار شده بین بیگ ای و رایبک، راب وَن دَم و آلبرتو دلریو بود و مسابقه آخر هم بین دالف زیگلِر و مارک هنری برگزار شد. بیگ ای در زمان ۵:۰۲ رایبک را بُرد، ون دم در زمان ۴:۱۵ دلریو را شکست داد و زیگلِر و هنری هم بخاطر تمام شدن زمان مساوی شدند. بنابراین، ون دم به عنوان رقیب بَرِت برای کمربند انتخاب شد.
شیمس باید از کمربند ایالات متحده خود در برابر سِزارو در پی‌بک دفاع کند. این دو کشتی‌گیر در برنامه ۱۳ مِیِ مین ایوِنت در یک مسابقه دابِل کَنت اَوت با هم مسابقه دادند. بعد از آن هم در راو ۱۹ می، شیمس بعد از اینکه مدیر برنامه سِزارو یعنی پُل هیمن حواسش را پرت کرد از سِزارو شکست خورد؛ این اتفاقات باعث ثبت این مسابقه در پی‌بک شد.

## نتایج
| شماره            | مسابقه                                                                                               | نوع مسابقه                                            | مدت زمان |
| ---------------- | --- | ----------------------------------------------------- | -------- |
| ۱(مسابقه آغازین) | اِل توریتو پیروز مقابل هُرن سوئَگِل                                                                      | مسابقه ماسک در برابر مو                               | 07:06    |
| ۲                | شیمس (قهرمان) پیروز مقابل سِزارو (با همراهی پُل هیمن)                                                  | مسابقه تک‌نفره برای قهرمانی کمربند ایالات متحده آمریکا | 11:36    |
| ۳                | رایبَکسِل (رایبک و کورتیس اکسل) پیروز مقابل گلداست و کودی رودز                                         | مسابقه تگ‌تیم                                          | 07:48    |
| ۴                | روسِف (با همراهی لانا) پیروز مقابل بیگ ای                                                             | مسابقه تک‌نفره                                         | 03:37    |
| ۵                | بو دالاس مقابل کوفی کینگستون بدون برنده به پایان رسید                                                | مسابقه تک‌نفره                                         | 00:36    |
| ۶                | بَد نیوز بَرِت (قهرمان کنونی) پیروز مقابل راب وَن دَم                                                     | مسابقه تک‌نفره برای قهرمانی کمربند بین‌قاره‌ای           | 09:30    |
| ۷                | جان سینا پیروز مقابل بری وایت                                                                        | مسابقه آخرین فرد باقی‌مانده                            | 24:15    |
| ۸                | پِیج (قهرمان کنونی) پیروز مقابل آلیشا فاکس                                                            | مسابقه تک‌نفره برای قهرمانی کمربند دیواز               | 06:32    |
| ۹                | گروه شیلد (دین امبروز, سِث رالینز و رومن رینز) پیروز مقابل گروه تحول (تریپل اچ، رندی اورتن و باتیستا) | مسابقه تگ تیم نابودی شش نفره نو هولدز بارد            | 30:56    |

### مسابقه تگ تیم نابودی شش نفره نو هولدز بارد
| ترتیب حذف | کشتی‌گیر                           | تیم  | حذف توسط | نوع حرکت                                                                   | زمان  |
| --------- | --------------------------------- | ---- | -------- | -------------------------------------------------------------------------- | ----- |
| 1         | باتیستا                           | تحول | رالینز   | بعد از دریافت فن اِسپیِر از رِینز، پین شد                                     | 27:31 |
| 2         | رندی اورتن                        | تحول | امبروز   | بعد از دریافت فن دِرتی دیدز روی صندلی، پین شد                               | 28:38 |
| 3         | تریپل اچ                          | تحول | رِینز     | بعد از دریافت فن دایوینگ نی استرایک از رالینز و یک اِسپیِر توسط رِینز، پین شد | 30:56 |
| برنده     | دین امبروز، سث رالینز و رومن رِینز | شیلد | N/A      | N/A                                                                        | N/A   |